# Goethedenkmal (Darmstadt)

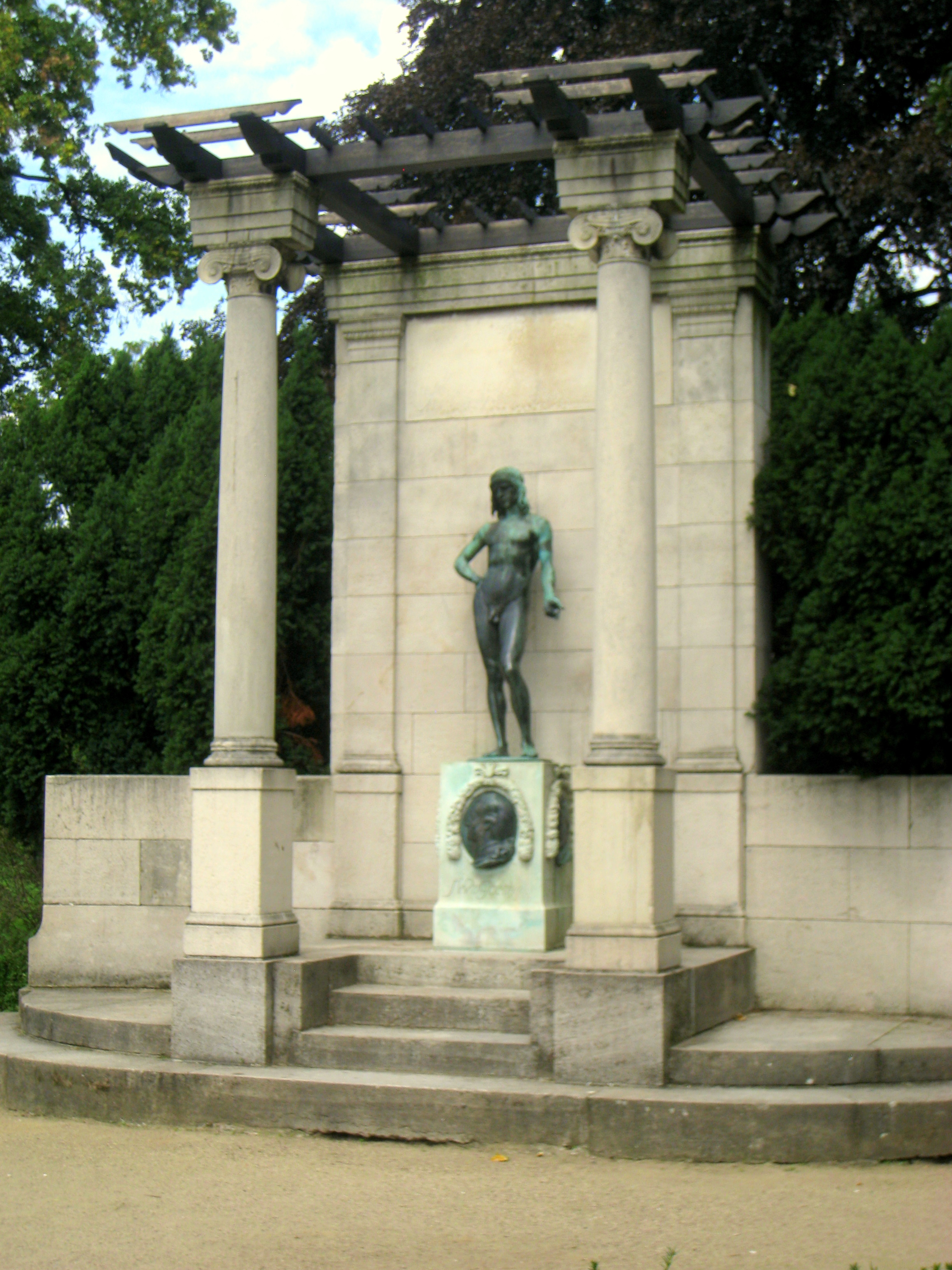
Goethe-Denkmal

Das Goethedenkmal in Darmstadt wurde 1903 vom Darmstädter Journalisten- und Schriftstellerverein gestiftet.
Der damals in der Darmstädter Künstlerkolonie tätige Bildhauer Ludwig Habich schuf für das Denkmal die Bronzeskulptur eines nackten Jünglings, die auf einem mit Porträts von Johann Wolfgang von Goethe, Johann Heinrich Merck und Maria Karoline Flachsland geschmückten Sockel steht. Die umgebende tempelähnliche Architektur entwarf der Architekt und Regierungsbaumeister Adolf Zeller (1871–1946).
Die von Habich gestaltete Jünglingsfigur wurde 2014 nach einem Diebstahlsversuch gründlich gereinigt und überholt. Danach wurde sie im April 2015 wieder auf dem Denkmal aufgestellt.